# Lopholaimus antarcticus
Il piccione doppiacresta o piccione australe dalla cresta (Lopholaimus antarcticus (Shaw, 1794)) è un uccello della famiglia dei columbidi, unica specie del genere Lopholaimus, endemico dell'Australia orientale.

## Distribuzione e habitat
È diffuso nelle aree costiere dell'Australia orientale, dalla penisola di Capo York nel Queensland fino al sud del Nuovo Galles del Sud.
Vive nelle foreste tropicali, ma la sua popolazione è diminuita a causa della distruzione del suo habitat.

## Descrizione

### Dimensioni
È un uccello di grandi dimensioni, con lunghezza variabile fra i 40-46 centimetri e il peso fra i 420-585 grammi.

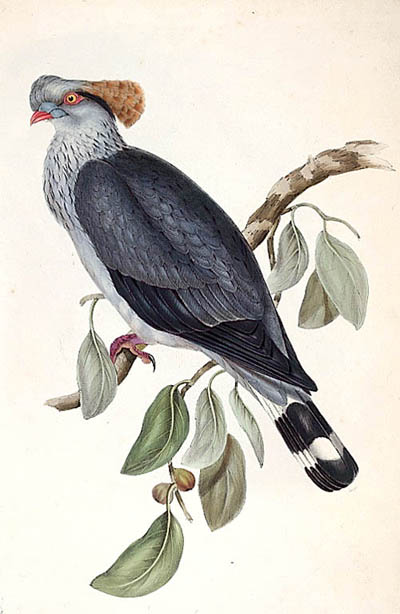
litografia di Lopholaimus antarcticus

### Aspetto
Ha il petto grigio pallido, le ali grigio scuro e la coda nero ardesia con una fascia grigio chiaro. Il becco è di colore rosso-marrone. Il piccione ha anche una cresta appiattita tirata all'indietro. La cresta è composta da piume grigie e piume marroni-rosse davanti e sul retro. La cresta degli esemplari più giovani è un leggero segno marrone.

## Biologia
Sono completamente arboricoli.
Vivono in gruppi che possono raggiungere diverse centinaia di individui. Volano molto bene e spesso si possono vedere volare sopra le foreste pluviali tropicali e anche, nelle zone aride, intorno alle palme, agli alberi di fico e ai boschetti di eucalipto..

## Alimentazione
Si nutrono di frutta come ad esempio i frutti di Cryptocarya microneura ma si nutrono anche di semi e raramente piccoli insetti.

### Riproduzione

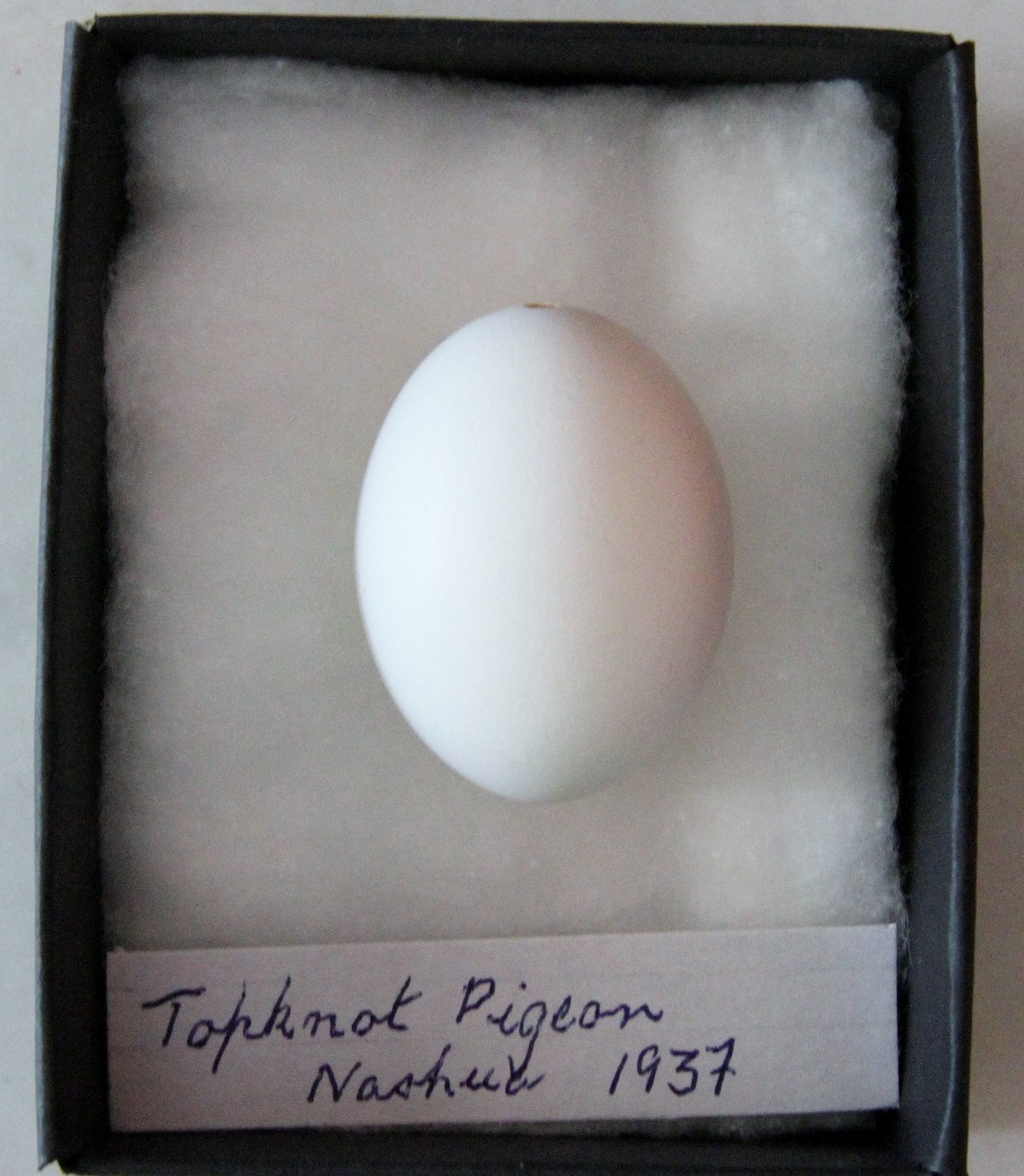
Uovo del piccione doppiacresta

Si riproduce da luglio a gennaio, i nidi sono di solito costruiti sugli alberi della foresta pluviale. I nidi sono costituiti da lunghi ramoscelli intrecciati. La femmina depone un solo grande uovo che cova per 24 giorni.